# フランツ・ホア・シュターディオン
フランツ・ホア・シュターディオン（Franz-Horr-Stadion）は、オーストリアの首都ウィーンにあるスタジアム。
1925年に建設されたこのサッカー専用スタジアムは、オーストリア・ブンデスリーガに属しているFKアウストリア・ウィーン（FK Austria Wien）が本拠地として使用している。
完成当時の正式名称はČeské srdceスタジアム、当時オーストリア1部に所属していたSK スロヴァン・ウィーン（SK Slovan Wien）の本拠地として使用されていた。それ以降はACスロヴァン・ウィーン（AC Slovan Wien）、「チェコのハート」（Verein Tschechisches Herz）、FC ウィーン（FC Wien）など数多くのクラブが当スタジアムをホームスタジアムとして使用していた。
それまでは確定したホームスタジアムを持っていなかったFKアウストリア・ウィーンが、当スタジアムを本拠地として使用し始めるのは1973年のこと。1974年にはウィーン州サッカー協会会長として優れた功績を残したフランツ・ホアを称えて、現在の名称「フランツ・ホア・シュターディオン」に変更された。
何回もの大掛かりな修築・拡大工事が行われ、現在の収容人数は17,500人。周辺に既に様々な建物があることから、これ以上のスタジアム拡大は不可能とされており、スタジアムの拡大化よりはモダン化が進められている。
当スタジアムの北側にはFKアウストリア・ウィーンのトレーニング場、東側にはウィーン州サッカー協会のオフィスがある。南スタンドはFKアウストリア・ウィーンの元選手、マティアス・シンデラーを称えて、「マティアス・シンデラー・スタンド」と呼ばれている。
FKアウストリア・ウィーンはUEFA主催の試合では、対戦相手、またそれによって見込める集客数によって、当スタジアム、もしくはエルンスト・ハッペル・シュターディオンを使用している。
2011年に大手保険会社のGenerali社がネーミングライツを獲得したため、現在では「ジェネラーリ・アレーナ」（Generali Arena）に名称が変更されている。